# Purple Heart
Purple Heart er en amerikansk militær udmærkelse som gives til dem der er blevet skadet eller dræbt i militær tjeneste efter 5. april 1917. Den blev først uddelt 22. februar 1932. Medaljen er baseret på Badge of Military Merit som er det ældste symbol og udmærkelse som stadig gives til soldater i det amerikanske militær. Den blev stiftet af George Washington 7. august 1782. 
Med ordren til medaljen fulgte ordene: "Let it be known that he who wears the military order of the purple heart has given of his blood in the defense of his homeland and shall forever be revered by his fellow countrymen." (Lad det være kendt, at den som bærer den militære udmærkelsen Purple Heart har givet sit blod for at forsvare sit hjemland og vil altid være æret af sine landsmænd)
Purple Heart er en hjerteformet lilla medalje med guldkant og med en profil af George Washington i midten. Over hjertet er Washingtons våbenskjold. På bagsiden står ordene: FOR MILITARY MERIT. Båndet er 35 mm bredt og har 3 mm hvide striber på kanterne og en 29 mm lilla stribe i midten.
- Båndstriben
- I uddelingsæske

## Eksterne links
- Purple Heart, Institute of Heraldry